# Fredy Bareiro
Fredy José Bareiro Gamarra, ou simplement Fredy Bareiro, né le 27 mars 1982 à Itauguá au Paraguay, est un footballeur international paraguayen au poste d'attaquant. 
Il compte 19 sélections pour 2 buts en équipe nationale entre 2002 et 2011. Il joue actuellement pour le club paraguayen du Club Nacional.

## Biographie

### Équipe nationale
Fredy Bareiro est convoqué pour la première fois par le sélectionneur national Aníbal Ruiz pour un match amical face à l'Iran le 19 septembre 2002, où il marque son premier but en sélection (1-1).
Il fait partie de l'équipe paraguayenne à la Copa América 2004 au Pérou, où il a joué quatre rencontres. Durant la Copa América 2004, le 15 juillet 2004, il a marqué son deuxième but contre le Brésil, victoire de 2 à 1. 
Durant les Jeux olympiques de 2004 à Athènes, il remporte la médaille d'argent, après avoir atteint les quarts de finale après deux victoires en groupe de qualifications (finissant second). En quarts, ils battent la Corée du sud puis l'Irak en demi. Il a joué six rencontres pour quatre buts.
Il compte 19 sélections et 2 buts avec l'équipe du Paraguay entre 2002 et 2011.

## Palmarès

### En club
- Avec le Club Libertad :
  - Champion du Paraguay en 2003 et 2007

- Avec le Club León :
  - Champion du Mexique de D2 du Tournoi de clôture en 2008

### Récompenses
- Meilleur buteur du Championnat du Mexique de D2 en C. 2008 (17 buts)
- Meilleur buteur du Championnat du Paraguay en C. 2011 (13 buts)

## Statistiques

### Statistiques en club
Le tableau ci-dessous résume les statistiques en match officiel de Fredy Bareiro durant sa carrière de joueur professionnel.
| Saison                | Club                  | Championnat           | Championnat | Championnat | Coupe(s) nationale(s) | Coupe(s) nationale(s) | Compétition(s) continentale(s) | Compétition(s) continentale(s) | Compétition(s) continentale(s) | Paraguay | Paraguay | Total | Total |
| Saison                | Club                  | Division              | M.          | B.          | M.                    | B.                    | Comp.                          | M.                             | B.                             | M.       | B.       | M.    | B.    |
| 2000                  | 12 de Octubre         | Primera División      | 9           | 4           | -                     | -                     | -                              | -                              | -                              | -        | -        | 9     | 4     |
| 2001                  | 12 de Octubre         | Primera División      | 19          | 8           | -                     | -                     | -                              | -                              | -                              | -        | -        | 19    | 8     |
| 2002                  | 12 de Octubre         | Primera División      | 27          | 7           | -                     | -                     | CL                             | 6                              | 0                              | 1        | 1        | 34    | 8     |
| 2003                  | 12 de Octubre         | Primera División      | 5           | 0           | -                     | -                     | CL                             | 6                              | 2                              | 4        | 0        | 15    | 2     |
| 2003                  | Libertad              | Primera División      | 15          | 8           | -                     | -                     | -                              | -                              | -                              | 4        | 0        | 19    | 8     |
| 2004                  | Libertad              | Primera División      | 32          | 14          | -                     | -                     | CL                             | 5                              | 0                              | 8        | 1        | 45    | 15    |
| 2005                  | Saturn Ramenskoïe     | Premier-Liga          | 25          | 5           | -                     | -                     | -                              | -                              | -                              | -        | -        | 25    | 5     |
| 2006                  | Saturn Ramenskoïe     | Premier-Liga          | 16          | 2           | -                     | -                     | -                              | -                              | -                              | -        | -        | 16    | 2     |
| 2007                  | Libertad              | Primera División      | 14          | 4           | -                     | -                     | CL                             | 6                              | 0                              | -        | -        | 20    | 4     |
| 2007 - 2008           | León                  | Liga Ascenso          | 30          | 25          | -                     | -                     | -                              | -                              | -                              | -        | -        | 30    | 25    |
| 2008 - 2009           | UAG Tecos             | Primera División      | 22          | 7           | -                     | -                     | -                              | -                              | -                              | 1        | 0        | 23    | 7     |
| 2009 - 2010           | Estudiantes Tecos     | Primera División      | 26          | 12          | -                     | -                     | -                              | -                              | -                              | -        | -        | 26    | 12    |
| 2010 - 2011           | Estudiantes Tecos     | Primera División      | 14          | 1           | -                     | -                     | CL                             | 2                              | 1                              | -        | -        | 16    | 2     |
| 2011                  | Cerro Porteño         | Primera División      | 37          | 15          | -                     | -                     | CL                             | 8                              | 0                              | 1        | 0        | 46    | 15    |
| 2011 - 2012           | Estudiantes Tecos     | Primera División      | 11          | 4           | -                     | -                     | -                              | -                              | -                              | -        | -        | 11    | 4     |
| 2012                  | Olimpia               | Primera División      | 21          | 8           | -                     | -                     | CS                             | 3                              | 0                              | -        | -        | 24    | 8     |
| 2013                  | Olimpia               | Primera División      | 12          | 5           | -                     | -                     | CL                             | 15                             | 5                              | -        | -        | 27    | 10    |
| 2013                  | Libertad              | Primera División      | 9           | 2           | -                     | -                     | CS                             | 7                              | 0                              | -        | -        | 16    | 2     |
| 2014                  | Nacional              | Primera División      | 10          | 1           | -                     | -                     | CL                             | 9                              | 1                              | -        | -        | 19    | 2     |
| Total sur la carrière | Total sur la carrière | Total sur la carrière | 354         | 132         | -                     | -                     | -                              | 67                             | 9                              | 19       | 2        | 440   | 143   |

### Buts en sélection
Le tableau suivant liste les résultats de tous les buts inscrits par Fredy Bareiro avec l'équipe du Paraguay.